# 蕨叶假福王草
蕨叶假福王草（学名：Paraprenanthes polypodifolia）为菊科假福王草属下的一个种。

## 扩展阅读
- 維基物種上的相關：蕨叶假福王草